# Blossom Berry Creek
Blossom Berry Creek är ett vattendrag i Belize.   Det ligger i distriktet Cayo, i den centrala delen av landet, 40 km söder om huvudstaden Belmopan.
I omgivningarna runt Blossom Berry Creek växer i huvudsak städsegrön lövskog. Runt Blossom Berry Creek är det glesbefolkat, med 10 invånare per kvadratkilometer.